# Daniil Trifonov
Daniil Trifonov (rusky Даниил Трифонов, * 5. března 1991, Nižnij Novgorod) je ruský koncertní klavírní virtuóz a hudební skladatel. Jeho trvalým bydlištěm je New York.

## Hudební dráha
Po studiu se Trifonov úspěšně účastnil řady významných klavírních soutěží, mimo jiné zvítězil v Mezinárodní Čajkovského soutěži v Moskvě roku 2011. Ve stejném roce také uveřejnil své první CD, nahrávku klavírní tvorby Frederyka Chopina pro firmu Decca. 
Koncertně vystupuje po celé světě, mj. ve Spojených státech, v Rusku a v Německu. Uváděl klavírní skladby s významnými orchestry a dirigenty, mj. s Philadelphia Orchestra, New York Philharmonic, Cleveland Orchestra, Royal Philharmonic Orchestra, London Symphony Orchestra, s orchestrem Mariinského divadla z Petrohradu, Royal Concertgebouw Orchestra, Berlínskou filharmonií, San Francisco Symphony, Montreal Symphony Orchestra, Houston Symphony, Českou filharmonií a s Mnichovskou filharmonií. Samostatně vystupoval mj. v Royal Festival Hall, Carnegie Hall, John F. Kennedy Center for the Performing Arts, Berlínské filharmonii, Théâtre des Champs-Élysées, v Concertgebouw v Amsterdamu a v Seoul Arts Center.

## Osobní život
Trifonov žije v New Yorku.
V roce 2017 se oženil s Judith Ramirezovou, která pracuje v nakladatelství.

## Nahrávky
- Destination Rachmaninov. Departure. Sergej Rachmaninov, Klavírní koncert č. 2 c-Moll, op. 18, Klavírní koncert č. 4 g-Moll, op. 40; Johann Sebastian Bach: Suita z Partity III E-Dur, BWV 1006, transkripce pro klavír - Philadelphia Orchestra, dirigent: Yannick Nézet-Séguin, Deutsche Grammophon, 2018.